# Giro di Romandia 1969
Il Giro di Romandia 1969, ventitreesima edizione della corsa, si svolse dal 7 al 10 maggio su un percorso di 807 km ripartiti in 4 tappe (la prima e la terza suddivise in due semitappe), con partenza a Ginevra e arrivo a Porrentruy. Fu vinto dall'italiano Felice Gimondi della Salvarani davanti all'altro italiano Vittorio Adorni e al belga Tony Houbrechts.

## Tappe
| Tappa  | Data      | Percorso                                                  | km  | Vincitore di tappa | Leader cl. generale |
| ------ | --------- | --------------------------------------------------------- | --- | ------------------ | ------------------- |
| 1ª-1ª  | 7 maggio  | Ginevra > Ginevra (cron. individuale)                     | 5   |                    |                     |
| 1ª-2ª  | 7 maggio  | Ginevra > Ovronnaz                                        | 180 | Ugo Colombo        |                     |
| 2ª     | 8 maggio  | Leytron > Friburgo                                        | 218 | Vittorio Adorni    |                     |
| 3ª-1ª  | 9 maggio  | Friburgo > La Chaux-de-Fonds                              | 124 | André Dierickx     |                     |
| 3ª-2ª  | 9 maggio  | La Chaux-de-Fonds > La Chaux-de-Fonds (cron. individuale) | 33  | Vittorio Adorni    |                     |
| 4ª     | 10 maggio | La Chaux-de-Fonds > Porrentruy                            | 247 | Michele Dancelli   | Felice Gimondi      |
| Totale | Totale    | Totale                                                    | 807 |                    |                     |

## Dettagli delle tappe

### 1ª tappa - 1ª semitappa
- 7 maggio: Ginevra > Ginevra (cron. individuale) – 5 km

### 1ª tappa - 2ª semitappa
- 7 maggio: Ginevra > Ovronnaz – 180 km

| Pos. | Corridore       | Squadra   | Tempo |
| ---- | --------------- | --------- | ----- |
| 1    | Ugo Colombo     | Filotex   |       |
| 2    | Lino Carletto   | Salvarani |       |
| 3    | Tony Houbrechts | Flandria  |       |

| Pos. | Corridore | Squadra | Tempo |
| ---- | --------- | ------- | ----- |

### 2ª tappa
- 8 maggio: Leytron > Friburgo – 218 km

| Pos. | Corridore        | Squadra | Tempo |
| ---- | ---------------- | ------- | ----- |
| 1    | Vittorio Adorni  | Scic    |       |
| 2    | Edy Schütz       | Molteni |       |
| 3    | Michele Dancelli | Molteni |       |

| Pos. | Corridore | Squadra | Tempo |
| ---- | --------- | ------- | ----- |

### 3ª tappa - 1ª semitappa
- 9 maggio: Friburgo > La Chaux-de-Fonds – 124 km

| Pos. | Corridore       | Squadra  | Tempo |
| ---- | --------------- | -------- | ----- |
| 1    | André Dierickx  | Peugeot  |       |
| 2    | Carlo Chiappano | Sanson   |       |
| 3    | Derek Harrison  | Frimatic |       |

| Pos. | Corridore | Squadra | Tempo |
| ---- | --------- | ------- | ----- |

### 3ª tappa - 2ª semitappa
- 9 maggio: La Chaux-de-Fonds > La Chaux-de-Fonds (cron. individuale) – 33 km

| Pos. | Corridore       | Squadra   | Tempo |
| ---- | --------------- | --------- | ----- |
| 1    | Vittorio Adorni | Scic      |       |
| 2    | Felice Gimondi  | Salvarani |       |
| 3    | Tony Houbrechts | Flandria  |       |

| Pos. | Corridore | Squadra | Tempo |
| ---- | --------- | ------- | ----- |

### 4ª tappa
- 10 maggio: La Chaux-de-Fonds > Porrentruy – 247 km

| Pos. | Corridore           | Squadra   | Tempo |
| ---- | ------------------- | --------- | ----- |
| 1    | Michele Dancelli    | Molteni   |       |
| 2    | Felice Gimondi      | Salvarani |       |
| 3    | Alberto Della Torre | Filotex   |       |

| Pos. | Corridore       | Squadra   | Tempo     |
| ---- | --------------- | --------- | --------- |
| 1    | Felice Gimondi  | Salvarani | 22h52'37" |
| 2    | Vittorio Adorni | Scic      | a 11"     |
| 3    | Tony Houbrechts | Flandria  | a 12"     |

## Classifiche finali

### Classifica generale
| Pos. | Corridore         | Squadra                   | Tempo     |
| ---- | ----------------- | ------------------------- | --------- |
| 1    | Felice Gimondi    | Salvarani                 | 22h52'37" |
| 2    | Vittorio Adorni   | Scic                      | a 11"     |
| 3    | Tony Houbrechts   | Flandria-De Clercq-Kruger | a 12"     |
| 4    | Ugo Colombo       | Filotex                   | a 36"     |
| 5    | Raymond Delisle   | Peugeot-BP-Michelin       | a 2'35"   |
| 6    | Bernard Vifian    | Frimatic-Viva-de Gribaldy | a 2'54"   |
| 7    | Edy Schütz        | Molteni                   | a 3'32"   |
| 8    | Giuseppe Fezzardi | Sanson                    | a 3'25"   |
| 9    | Louis Pfenninger  | GBC                       | a 3'50"   |
| 10   | Michele Dancelli  | Molteni                   | a 4'33"   |